# Сигунов, Пётр Николаевич
Пётр Николаевич Сигунов (15 сентября 1931, дер. Глебовка, Становлянского района Липецкой области — 1983) — советский писатель-натуралист.

## Биография
Родился 15 сентября 1931 года в деревне Глебовка Становлянского района Липецкой области в многодетной крестьянской семье. Окончил городскую среднюю школу в городе Елец. В 1955 году окончил геологоразведочный факультет Ленинградского горного института и начал работать в геологоразведочных экспедициях, путешествуя по всей стране. 
В 1963 году вышла первая написанная им книга «Сквозь пургу», посвящённая известному геологу Н. Н. Урванцеву. В 1967 году вышла его книга «Ожерелья Джехангира», в которой на фоне экспедиционных будней рассказывается о жизни и ловле тайменей. В 1969 году в Лениздате вышел сборник зарисовок о встречах с живой природой «Танцующие иголочки».

## Произведения
- Сквозь пургу. – Л. : Лениздат, 1963.
- Дороги начинаются с тропинки. – Л. : Лениздат, 1964.
- Танцующие иголочки. – Л. : Лениздат, 1969.
- Ожерелья Джехангира. – М. : Мысль, 1972.
- Лесное счастье. – Л. : Дет. лит., 1974.
- Таёжные незабудки (рассказы). – Л. : Дет. лит. Ленингр. отд-ние, 1978.
- Зелёные звёзды (рассказы о природе). – Л.: Лениздат, 1979.
- Чернушка (повесть). – Л. : Дет. лит. Ленингр. отд-ние, 1984.